# Guerre austro-turque (1527-1568)
Guerres austro-turques
Guerres ottomanes en Europe
Batailles
Bataille de Tokaj (en) Bataille de Szina (en) Siège de Buda (1529) (en) Siège de Vienne (1529) Siège de Buda (1530) (en) Siège de Kőszeg (en) Bataille de Leobersdorf (en) Siège de Klis (en) Bataille de Đakovo (en) Siège de Buda (1541) (en) Siège de Pest (en) Siège d'Esztergom (en) Siège de Székesfehérvár (en) Siège de Valpovo (en) Siège d'Eger (en) Siège de Temesvár (1552) (en) Siège de Szigetvár 
La guerre austro-turque (1527-1568) ou première guerre austro-turque, parfois appelée petite guerre de Hongrie, est une série de campagnes militaires opposant de 1527 à 1568 la monarchie de Habsbourg et l'Empire ottoman sur le territoire du royaume de Hongrie et de plusieurs terres avoisinantes en Europe du Sud-Est. Cette guerre fait suite à l'invasion de la Hongrie par les Ottomans, et prend racine dans la querelle de succession causée par la mort de Louis II Jagellon à la bataille de Mohács. Le conflit s'inscrit plus généralement dans le cadre des efforts des Habsbourg pour contrer l'expansion ottomane en Europe.    
La guerre est marquée politiquement par l'affrontement entre les Habsbourg et les Ottomans pour l'hégémonie en Europe centrale et religieusement par l'opposition perçue entre le Christianisme et l'Islam. D'un point de vue militaire, le conflit s'inscrit dans le cadre des avancées du XVIe siècle et voit une professionnalisation croissante des armées, une expansion de l'usage d'armes à feu et la construction en masse de fortifications bastionnées. Les batailles, pillages, raids, famines et maladies provoquèrent la mort et le déplacement de centaines de milliers de personnes et pesèrent grandement sur l'économie et la démographie hongroise.    
Si, dans l'ensemble, les Ottomans eurent le dessus, la guerre ne donna pas de résultat décisif. Malgré ses victoires en rase campagne, l'armée ottomane perdit beaucoup de temps à assiéger les nombreuses forteresses de la frontière hongroise et étendit dangereusement ses lignes de communications. À la fin du conflit, la Hongrie fut divisée en différentes zones de contrôle, entre les Ottomans, les Habsbourg et la Transylvanie, un État vassal ottoman.     

## Prélude

### Guerre hongro-ottomane (1521-1526)
Lorsqu'il accéda au trône de l'Empire ottoman en septembre 1520, Soliman le Magnifique entreprit une politique d'expansion vers l'ouest, son père et prédécesseur Sélim Ier ayant déjà étendu l'empire vers l'est contre la Perse. Comme Soliman avait des ambitions sur Vienne, il fallut d'abord s'occuper du royaume de Hongrie qui se dressait sur son chemin. Après l'échec des négociations, où les Ottomans avaient, entre autres, proposé aux Hongrois un statut avantageux dans l'empire en échange d'une liberté de passage sur leurs terres, le sultan déclencha l'invasion du pays. 
Le royaume de Hongrie était alors très affaibli en raison de dissensions internes. Le roi, Louis II de Hongrie avait à peine 14 ans et n'avait que peu d'autorité sur son royaume. La guerre commença donc mal pour les Hongrois et dès le mois de juillet, le banat de Macsó et le sud de celui de Nándorfehérvár passèrent sous contrôle ottoman. En août, ce fut au tour de Belgrade, une porte d'entrée stratégiquement importante vers l'Europe centrale, de tomber aux mains de Soliman après un siège de deux mois. En plus des défaites militaires, le roi accusa de sérieux revers politiques. Il devint pratiquement incapable d'agir en Hongrie après que la Diète l'eut en grande partie dépossédé de ses pouvoirs en 1525. Il n'arriva pas non plus à obtenir de l'aide étrangère, notamment de la part de Charles Quint qui était alors occupé à contrer les ambitions françaises en Italie.
L'année 1526 fut décisive pour les Ottomans. Leur armée, qui comptait entre 60 000 et 70 000 hommes, partit au mois d'avril. Le grand vizir Ibrahim Pacha marcha quelques jours devant l'armée principale et s'empara de Petrovaradin le 12 juillet. L'armée hongroise ne pouvait guère s'opposer aux Ottomans bien entraînés. Ce n'est qu'en juin, alors que les premières troupes ottomanes étaient déjà proches de Belgrade, que les Hongrois commencèrent à se mobiliser. Leur armée comptait à peine 28 000 hommes, et manquait non seulement de troupes, mais aussi d'un commandement fort. Le roi Louis avait demandé en vain l'aide de son beau-frère Ferdinand, car il était clair pour lui qu'il ne pouvait pas gagner la guerre seul. Seul le pape avait envoyé 4000 mercenaires pour le soutenir.
Les Hongrois décidèrent d'attendre les Ottomans dans une position près de Mohács. L'armée principale ottomane traversa la rivière Drave sur un pont nouvellement construit le 22 août et engagèrent les positions hongroises le 29 au cours de la bataille de Mohács. C'est une défaite décisive pour les Hongrois qui perdent au moins 14 000 combattants et voient leur noblesse décimée. Les Turcs subirent également des pertes d'un montant similaire. Le roi de Hongrie Louis II fut tué alors qu'il fuyait le champ de bataille. Le 10 septembre, les Ottomans prirent Buda et pillèrent la résidence royale. Le 25 septembre, Pest fut incendiée. L'armée ottomane se retira ensuite par Belgrade, et laissa derrière elle des troupes dans les forteresses frontalières.

### Crise de succession en Hongrie
Louis étant mort sans descendance, le problème de la succession se posa rapidement. En vertu d'un traité de 1515, le beau-frère du roi tué, Ferdinand d'Autriche de la maison de Habsbourg, revendiqua les couronnes de Bohême et de Hongrie. S'il réussit à imposer cette revendication en Bohême, il dut faire face à Jean Zapolya en Hongrie qui prétendait aussi au trône. Possédant de nombreuses terres ainsi qu'une imposante armée, Zapolya était soutenu par un grand groupe de nobles. Ferdinand, quant à lui, ne pouvait s'appuyer que sur un petit parti de la cour. Ainsi, c'est Jean Zapolya qui pu se faire élire roi le 10 novembre 1526 par une diète réunie à Székesfehérvár. Il fut rapidement reconnu comme étant le souverain légitime par, entre autres, l'Angleterre, la France, la Pologne, Venise et quelques princes allemands. 

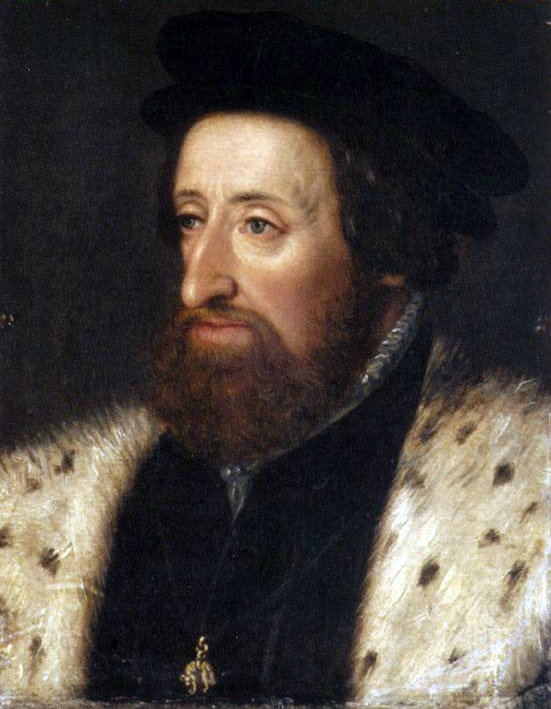
L'archiduc d'Autriche Ferdinand, prétendant des Habsbourg.
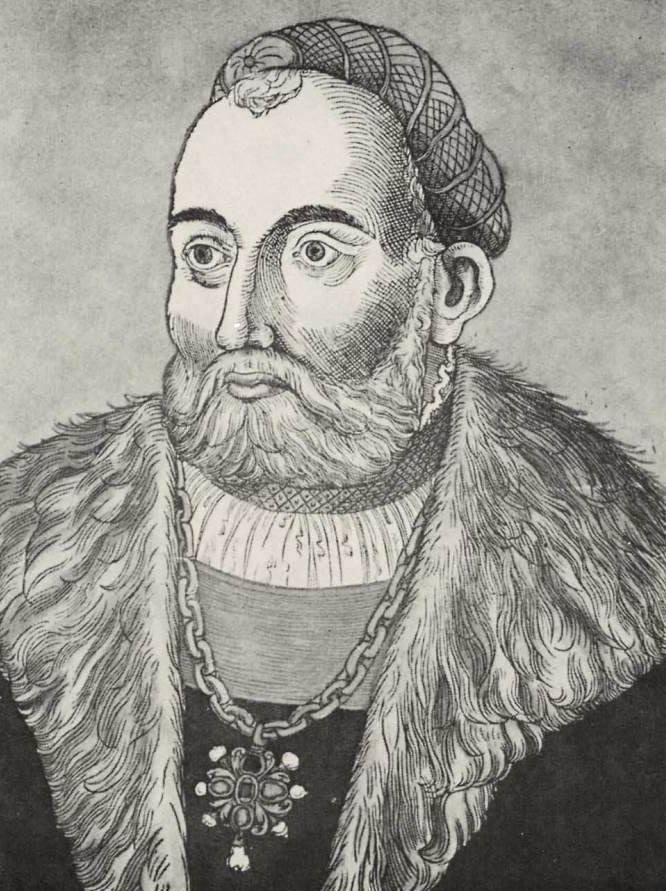
Le voïvode de Transylvanie Jean Zapolya , prétendant soutenu par les Ottomans.

En réponse, Ferdinand se fit lui aussi élire roi à Presbourg en décembre 1526, par les membres d'un petit groupe de magnats, de nobles croates et de dignitaires catholiques qui rejetaient la décision de la diète de Székesfehérvár. Une partie de la noblesse estimait en effet qu'un Habsbourg serait plus à même d'arrêter l'expansionnisme turc. 

## Déroulement

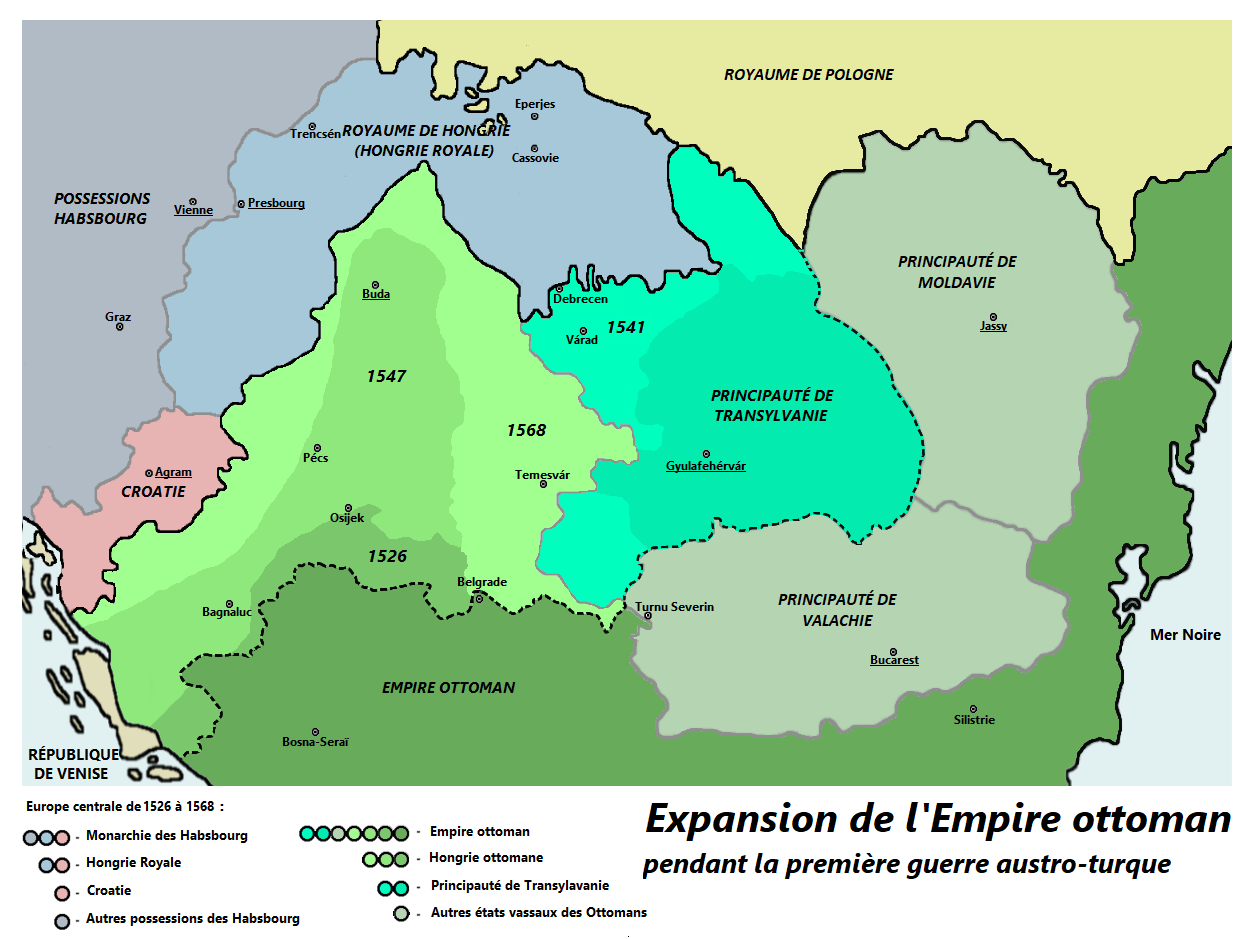
Évolutions territoriales durant le conflit

Voyant ses prétentions au trône contestées, l'archiduc Ferdinand profita du retrait des troupes ottomanes de la région pour déclarer la guerre à Zapolya le 20 juin 1527 et lancer son armée sur le royaume.        
Dès lors, deux conflits auront lieu en parallèle :        
1. La guerre de succession de Hongrie. Elle oppose initialement Ferdinand Ier à Jean Ier Zapolya pour le trône de Hongrie. Après leurs morts, le conflit sera repris par leurs fils respectifs : Maximilien II et Jean II de Hongrie.
2. La guerre entre les Habsbourg et les Ottomans. Elle voit s'opposer les ambitions de Soliman le Magnifique à celles de Ferdinand Ier puis de Maximilien II en Europe centrale.

Les deux conflits eurent lieu simultanément et ont consisté en une succession de campagnes séparées par de courtes trêves, d'où leur regroupement fréquent en une seule et même guerre dans l'historiographie moderne.

### Campagne habsbourgeoise de 1527-1528
Une fois la guerre déclarée, le margrave Casimir de Brandebourg prit le commandement de la principale armée habsbourgeoise, composée d'environ 8000 fantassins et 3000 cavaliers, qu'il conduisit sans grandes difficultés à Buda avant de prendre la ville le 18 août 1527. Lorsqu'il y mourut de la dysenterie, ce fut au tour du comte Nicolas de Salm de prendre le commandement. Celui-ci remporta un affrontement décisif le 27 septembre près de Tokaj, où ses lansquenets infligèrent plus de 5000 pertes et mirent en déroute l'armée de Zapolya venue à sa rencontre. Considérant que cette victoire lui avait remporté la guerre, Ferdinand se fit couronner le 3 novembre 1527 à Székesfehérvár, puis retourna à Vienne. Début 1528, les villes de Győr, Komárom et Esztergom étaient passées sous contrôle Habsbourg.
Zapolya tenta de renverser la situation en levant une nouvelle armée. Le 20 mars 1528, il engagea de nouveau l'armée habsbourgeoise à Szinye, près de Cassovie mais, une fois de plus, ses troupes ne firent pas le poids face aux mercenaires allemands. Vaincu et accusant plusieurs milliers de pertes, il amorça une retraite désastreuse à l'issue de laquelle son armée fut dispersée. Il n'eut alors plus d'autre choix que de fuir vers la Pologne. 
Pour les Habsbourg, cette campagne fut une victoire décisive. Elle sera néanmoins de courte durée. Après avoir sollicité en vain l'assistance de la Pologne, Zapolya se résolut à appeler l'Empire ottomans à l'aide. 

### Campagne ottomane de 1529

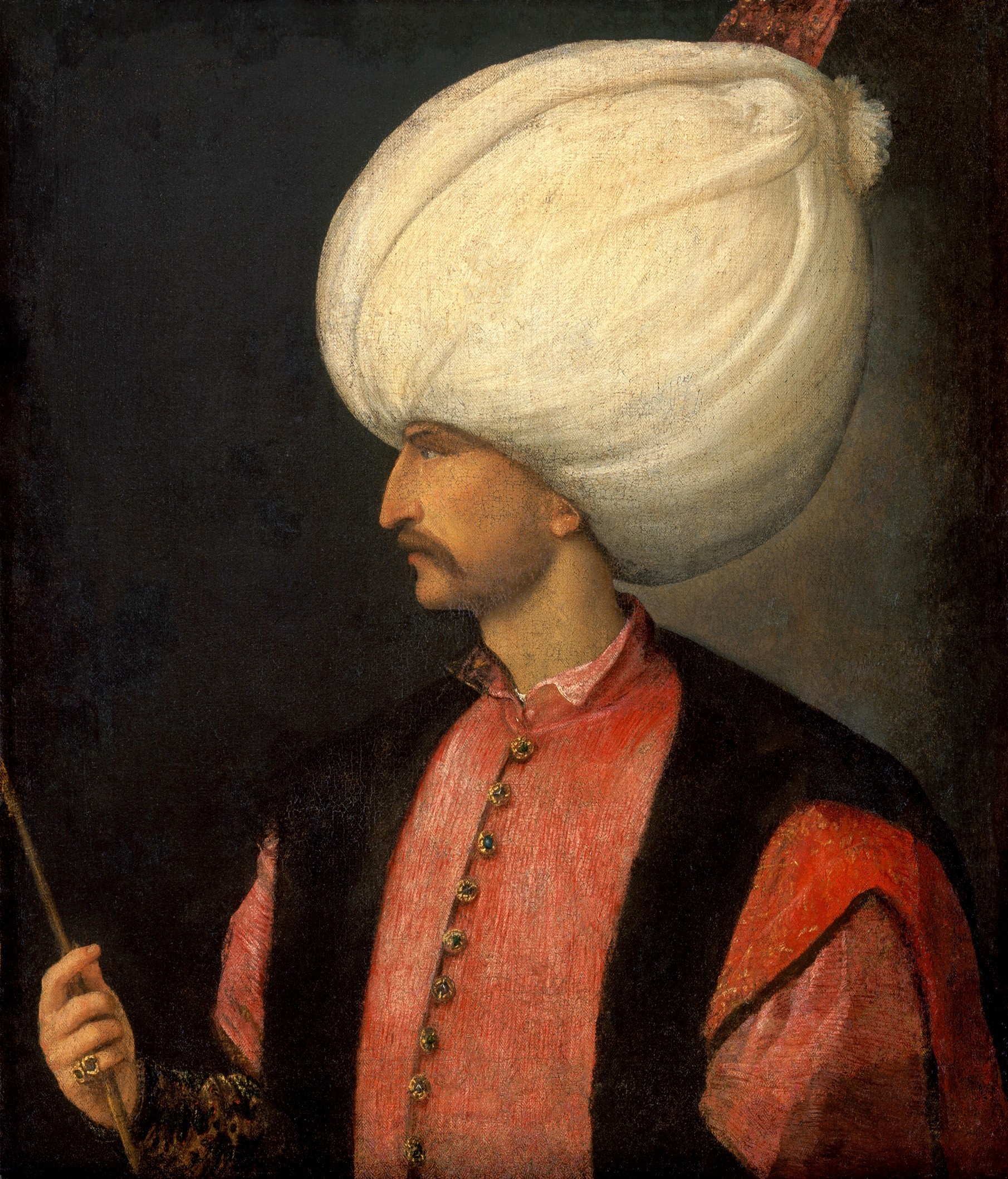
Portrait de Soliman le Magnifique

Soliman comptait bien assister son allié, Jean Ier Zapolya, à reprendre le royaume de Hongrie. Par la même occasion, il espérait profiter de l'élan de sa campagne pour pousser vers Vienne et s'emparer de la ville. Le 10 mai 1529, c'est près de 120 000 soldats ottomans, dont 12 000 janissaires et plus de 300 canons qui quittèrent Constantinople en direction de la Hongrie. Ferdinand lança en vain un appel à l'aide à la chrétienté et organisa des défenses. Les forteresses de la partie hongroise dominée par les Habsbourg furent occupées par de nouvelles troupes et les fortifications de Basse-Autriche, notamment celles de Wiener Neustadt et de Vienne, furent remises en état. Un système d'alerte spécial avec des signaux de fumée fut également mis en place. 
La campagne ottomane fut marquée par une avancée rapide : le 24 août, leur armée atteignit Buda qui se rendit le 8 septembre. Jean Ier Zapolya put s'y installer en tant que roi de Hongrie. Soliman s'en alla ensuite plus en profondeur en prenant Esztergom, Tata, Komárom et Raab. En l'espace de quatre mois, une grande partie des gains de Ferdinand Ier des deux années précédentes furent perdus. 
L'arrivée de l'immense armée du sultan en Europe centrale provoqua une grande panique. Martin Luther, qui pensait que les Turcs étaient la punition de Dieu contre les péchés des chrétiens, écrivit en automne 1529 son « Appel à la mobilisation contre les Turcs » (Heerpredigt wider die Türken), où il dépeint les Ottomans comme des ennemis du Christ et demande aux chrétiens de « frapper sans crainte ».
Le 27 septembre, Soliman atteignit Vienne et l’assiégea. Bien qu'il ne durât que deux semaines, le siège fut particulièrement violent. Ni les sapes, ni les bombardements ne vinrent à bout des défenses autrichiennes. La garnison, sous les ordres de Nicolas de Salm, tint bon, se battant à près de un contre cinq. Après l'échec d'une dernière offensive le 14 octobre, les Ottomans, démoralisés et manquant de ravitaillements, décidèrent de se replier avant l'arrivée de l'hiver. Le siège fut donc levé avant que l'armée impériale de secours du comte palatin Frédéric II n'atteigne la ville. 
La campagne de 1529 donna donc des résultats mitigés pour Soliman. D'une part la position ottomane en Hongrie fut renforcée, principalement par la prise de Buda qui fut ramenée sous le contrôle de leur allié Jean Zápolya. D'autre part, l'échec devant Vienne et l'absence de bataille ouverte avec les Habsbourg ne permit pas au sultan de revendiquer sa supériorité face à Ferdinand. En outre, la victoire autrichienne à Vienne conforta Charles Quint dans son rôle de défenseur de la chrétienté, et permit son rapprochement avec le pape Clément VII. Cela contribua à son couronnement par ce dernier comme empereur du Saint-Empire romain germanique le 24 février 1530. La campagne fut néanmoins présentée comme un succès par les Ottomans.

### Campagne habsbourgeoise de 1530
La campagne de 1529 avait provoqué de nombreux dommages collatéraux dans la Hongrie et l'Autriche des Habsbourg, ainsi que dans les pays voisins. Ferdinand n'eut donc pas la capacité d'organiser immédiatement une contre-attaque de grande ampleur.
Ce n'est qu'en 1530 que Ferdinand reprit l'initiative en levant une armée d'environ 10 000 hommes. Il atteignit Buda fin octobre, qui était défendue par environ 3 000 soldats ottomans. Le commandant autrichien Wilhelm von Roggendorf commença à assiéger la ville, en vain. Devant l'arrivée imminente d'une armée ottomane plus puissante, il se retira vers Vienne. Pendant ce temps, les Ottomans entreprirent des raids de pillage en Carniole. Ferdinand conclu finalement avec Zápolya, le 21 janvier 1531, une trêve d'un an. Le sultan reconnut également le traité.

### Campagne ottomane de 1532

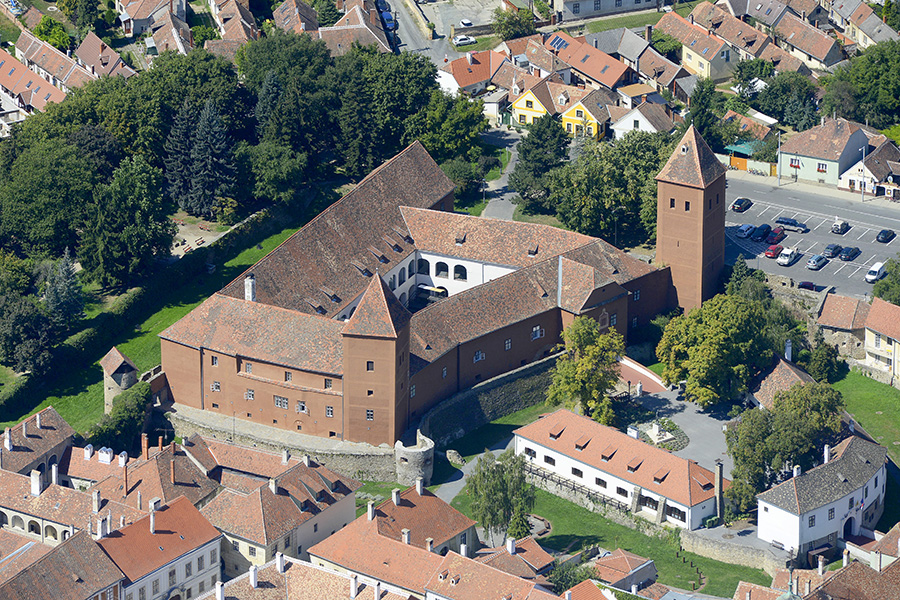
Château de Kőszeg de nos jours.

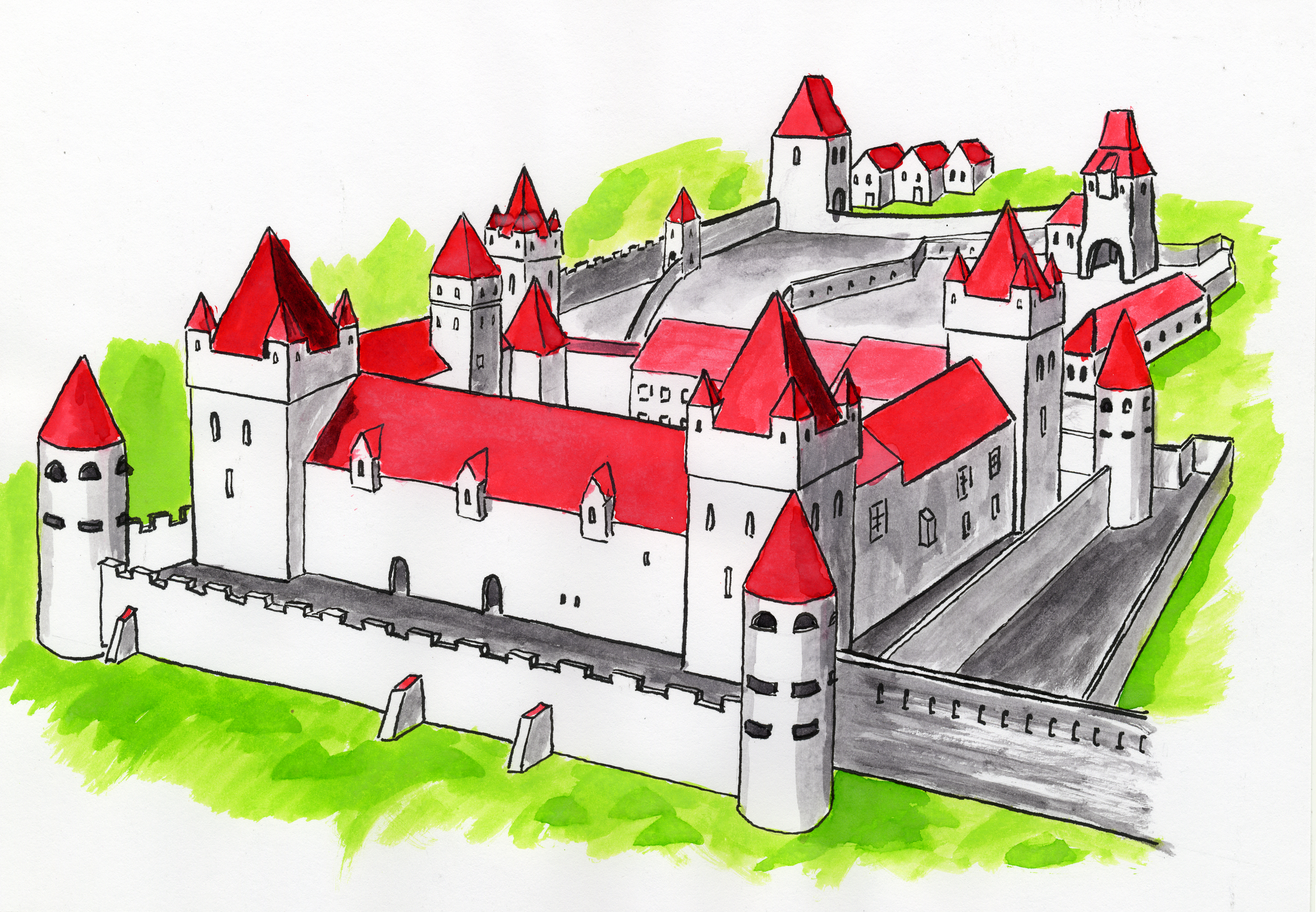
Reconstitution du château de Kőszeg pendant le siège de 1532.

À l'expiration de la trêve, Soliman reprit les hostilités. En avril 1532, l'armée ottomane quitta Constantinople et lança une deuxième campagne contre l'Autriche, qu'elle menaçait depuis le mois d'août 1531. La Diète impériale de Ratisbonne décida de mettre en place une aide urgente contre les Turcs, rendue possible en 1530. Ainsi, 36 000 hommes au total purent être mobilisés, auxquelles s'ajoutèrent des troupes envoyées d'Italie par Charles Quint. Ferdinand réussit ainsi à mettre sur pied une grande armée de plus de 100 000 hommes pour se défendre. Le Saint-Empire et d'autres pays apportèrent leur soutien. 
Alors que l'armée des Habsbourg était en train de se constituer, le sultan traversa la Drave et conquit quelques châteaux avant de se diriger vers Kőszeg, dont il fit le siège le 5 août 1532. La défense était assurée par un capitaine local, Nikola Jurišić, qui s'était préparé sommairement à un siège avec seulement quelques centaines de soldats et de paysans mal équipés. Contre toute attente, il parvint à tenir 25 jours contre l'armée ottomane, repoussant un total de dix-neuf assauts. Ralentis pendant près de quatre semaines par cette résistance inattendue, Soliman décida de retourner à Constantinople plutôt que de poursuivre vers Vienne comme initialement prévu. Les pluies d'août et l'arrivée imminente de l'armée de Charles Quint l'avaient découragé de poursuivre sa conquête. Il est aussi probable que réalisant la difficulté avec laquelle son armée avait assiégé Kőszeg, Soliman estima qu'il n'était pas en mesure de s'emparer de Vienne.
L'armée ottomane se replia donc vers la Hongrie, en traversant le bassin de Vienne et la Styrie. Les Autrichiens se lancèrent à leur poursuite et réussirent quelques interceptions, comme le 19 septembre 1532 où une unité ottomane d'environ 10 000 hommes qui avait dévasté la région fut défaite près de Leobersdorf. Ils reprirent par la même occasion certains des forts qu'avaient capturé les Ottomans. L'armée impériale dut néanmoins se disperser début octobre à cause d'un début de peste. Une fois de plus, les Habsbourg ne furent pas en mesure de lancer des contre-attaques massives contre les Ottomans en Hongrie. D'autant plus que l'armée n'avait pas non plus l'autorisation de la Diète impériale pour le faire.
Un accord de paix provisoire entre Ferdinand Ier et Soliman fut conclu à Constantinople en 1533, où les deux parties reconnurent leurs zones d'influence respectives en Hongrie. La campagne de 1532 laissa derrière elle un lourd bilan humain. Il est estimé qu'entre 1529 et 1532, près de 200 000 personnes avaient perdu la vie ou la liberté en Basse-Autriche et en Styrie. Il fallut plus de 40 ans pour réparer les destructions.

### Campagne de Katzianer de 1537

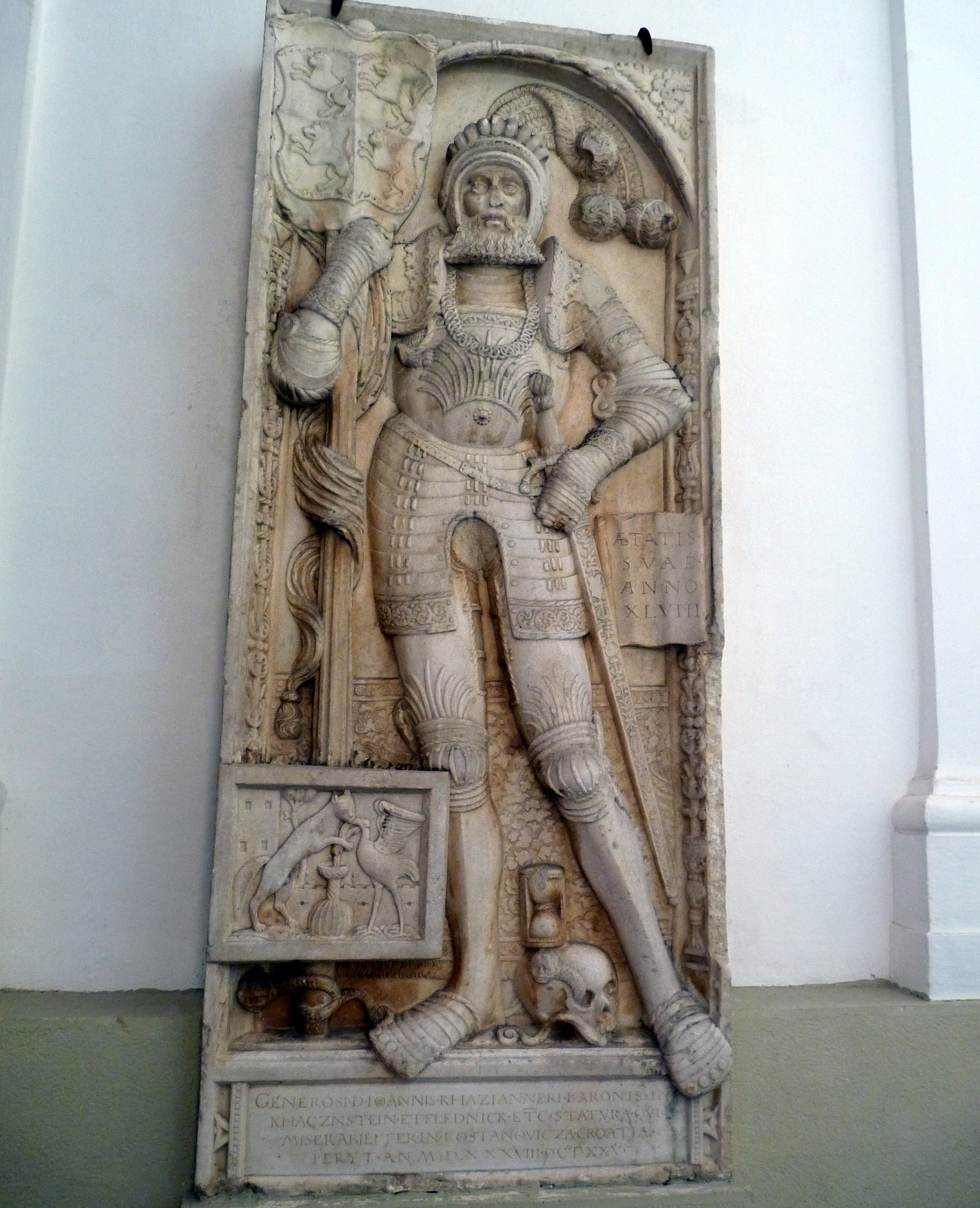
Pierre tombale de Johann Katzianer à Gornji Grad

Bien que la paix avec les Ottomans ait été signée, cela n'empêcha pas Jean Ier Zapolya et Ferdinand de continuer à s'affronter pour le trône de Hongrie. Initialement limité à quelques escarmouches frontalières, la guerre escalada brutalement pendant l'été 1537. Ferdinand, voulant porter un coup décisif, rompu le traité de paix et ordonna à Johann Katzianer de mener l'armée impériale prendre Osijek. Mais mis en échec devant la ville, il dut se replier avant d'être intercepté par l'armée ottomane à la bataille de Đakovo. Attaqués de toutes parts, la quasi-totalité des 24 000 soldats de Katzianer furent capturés ou tués. 
Devant l'ampleur du désastre, les Habsbourg recoururent à la diplomatie. En 1538, Ferdinand et le souverain de Transylvanie conclurent la paix par le traité de Nagyvárad. Dans celui-ci, Ferdinand et Charles Quint reconnurent Jean Ier comme roi et lui promirent leur aide contre les Ottomans. Il fut néanmoins convenu qu'à sa mort, son territoire hongrois reviendrait à Ferdinand. 
Quant à Katzianer, il fut jugé responsable de la défaite et accusé d'avoir abandonné ses troupes. Face à un procès perdu d'avance, il prit la fuite avant d'être assassiné en octobre 1539. 

### Campagnes habsbourgeoises de 1541 et de 1542

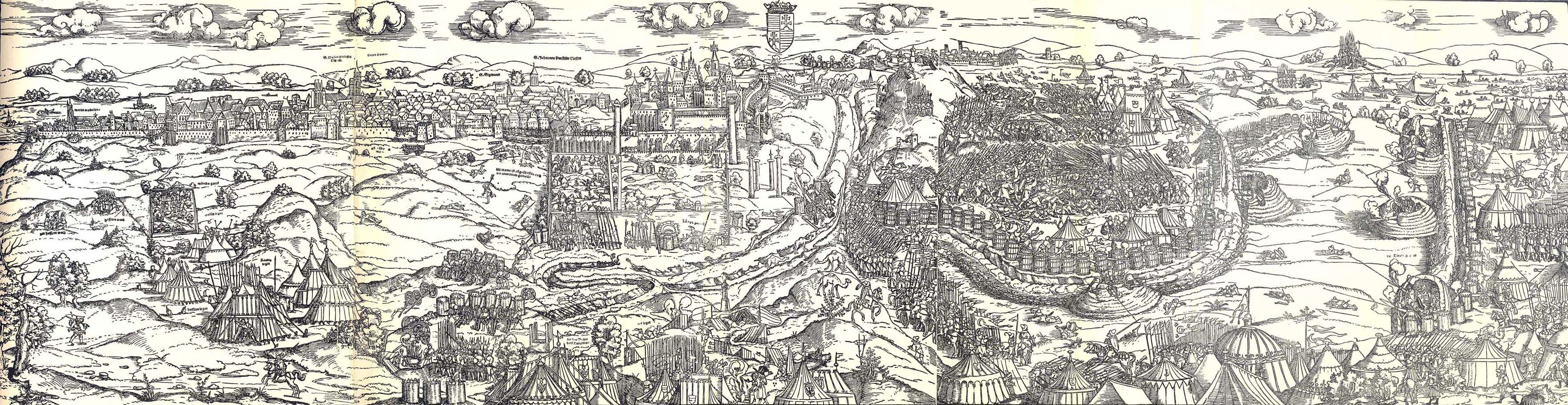
Siège de Buda en 1541

Malgré la brève interruption due à l'entreprise de Katzianer en 1537, la paix avec les Ottomans durera jusqu'en 1541. Zápolya mourut en 1540, mais contrairement à ce qui avait été convenu, c'est son petit-fils Jean Sigismond, alors âgé de deux mois, qui fut proclamé roi sous la régence de sa mère Isabelle Jagellon et de l'évêque Giorgio Martinuzzi. Cette décision fut reconnue par Soliman mais provoqua l'indignation des Habsbourg, dirigeant ainsi la Hongrie vers une reprise de la guerre de succession. La Diète impériale de Ratisbonne accorda une aide urgente contre les Turcs aux Habsbourg qui, en échange, durent faire des concessions dans le conflit confessionnel.
Ferdinand ne tarda pas à organiser une nouvelle campagne militaire en Hongrie contre les partisans de Jean Sigismond. En mai 1541, le commandant impérial Wilhelm von Roggendorf partit assiéger Buda, avec 50 000 hommes. Le siège débuta mal pour les Autrichiens qui enchainaient les assauts ratés. Il tourna au désastre le 21 août lorsque Soliman le Magnifique en personne arriva à la tête d'une armée de secours. Les troupes habsbourgeoises furent défaites et mises en déroute. Le sultan prit directement possession de la ville plutôt que de la rendre à Jean Sigismond et y installa un gouverneur. Les Ottomans assurèrent ainsi leur contrôle de la Hongrie centrale.

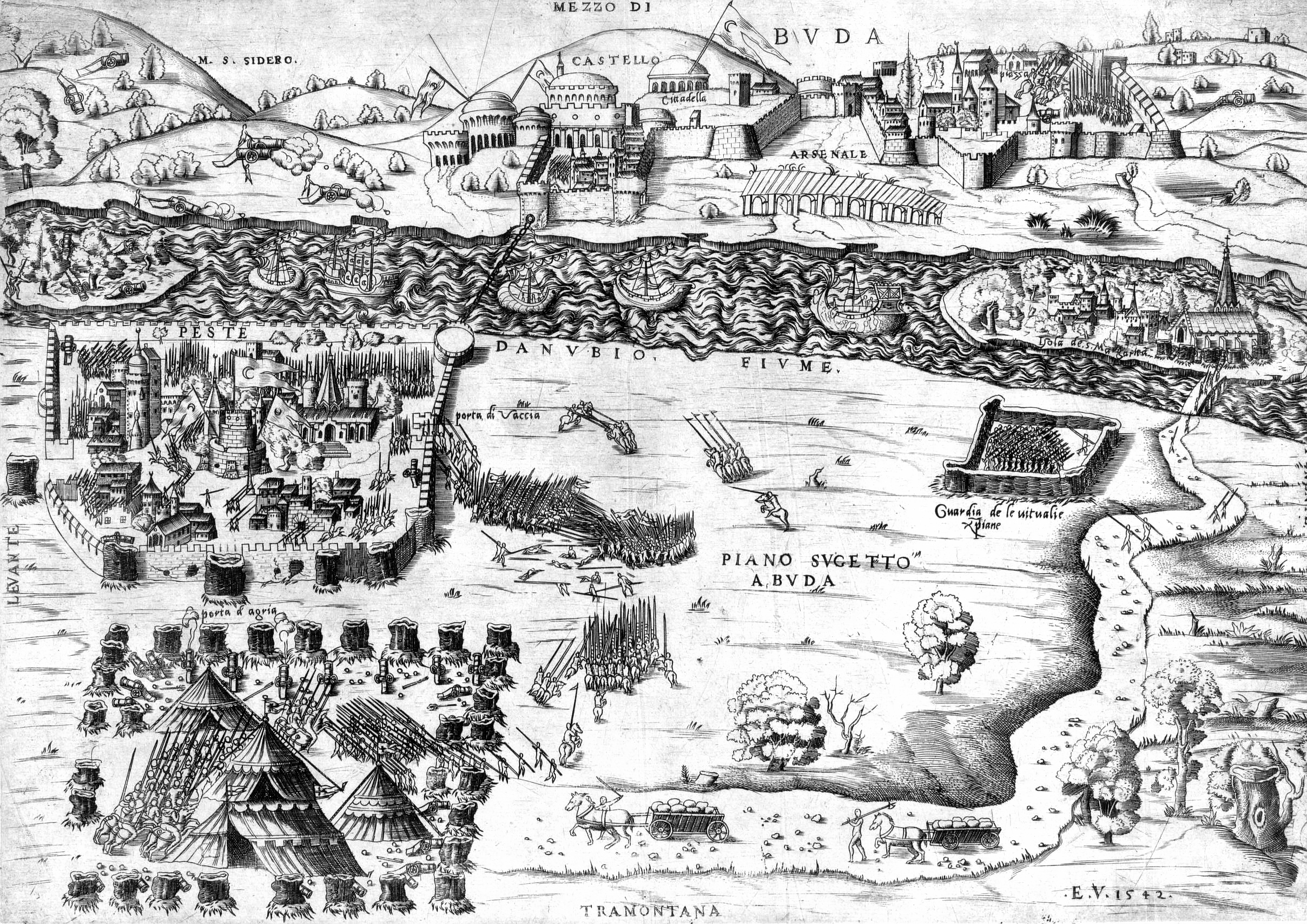
Siège de Pest en 1542

Pour laver l'affront de cette humiliante défaite, Charles Quint entreprit d'ouvrir un nouveau front en Méditerranée occidentale via l'expédition d'Alger. Ce fut un échec cinglant, une partie de la flotte s'étant faite balayer par une tempête. Ces événements eurent un grand retentissement dans l'empire. À la fin de l'année 1541, la situation était au plus bas pour les Habsbourg. Défaits sur deux fronts face aux Ottomans, et avec François Ier sur le point d'en ouvrir un troisième, il fallut réagir rapidement. 
La Diète impériale de Spire vota des fonds pour repartir en campagne contre les Turcs, avec l'espoir de reprendre Buda. Le prince-électeur Joachim Hector de Brandebourg fut nommé commandant en chef de l'armée impériale, qui comptait environ 60 000 hommes et était soutenue par 200 bateaux sur le Danube. Il atteignit Pest fin septembre 1542. Mais après seulement deux semaines de siège, Ferdinand dut faire interrompre l'action, ayant sous-estimé les défenses de la ville. Mal commandée et manquant de cohésion, l'armée impériale se replia en désordre, décimée par le typhus. Seule une petite partie des troupes resta en Hongrie. Pour pouvoir entretenir les soldats, Ferdinand dut mettre en gage ses possessions en Souabe.

### Campagne ottomane de 1543

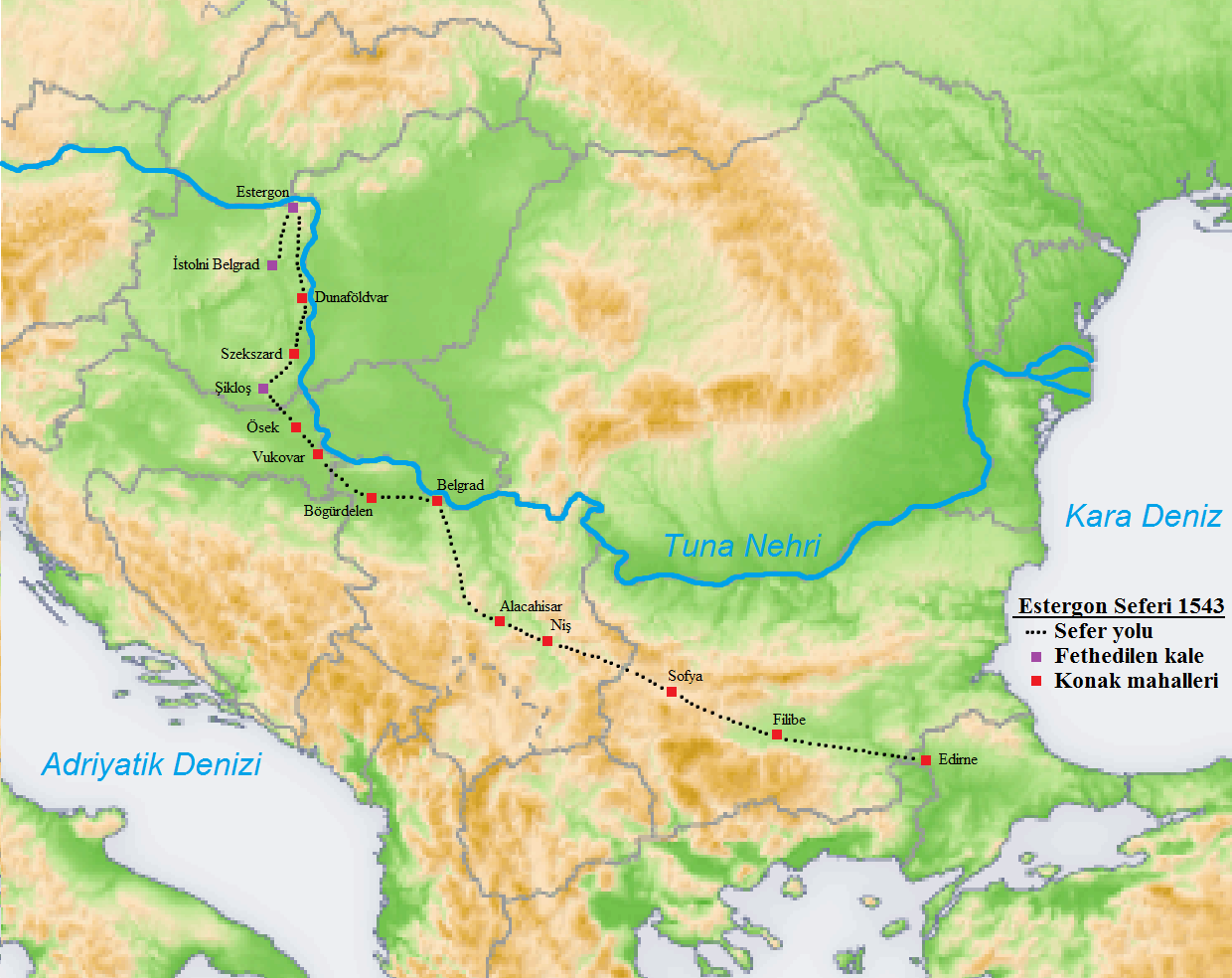
Trajet de l'armée ottomane pendant la campagne de 1543

Le retrait des principales forces habsbourgeoises permit au sultan d'effectuer une rapide contre-offensive. En 1543, il partit pour la Hongrie avec l'armée d'Andrinople, ainsi qu'un détachement d'artillerie français venu l'assister dans le cadre de l'alliance franco-ottomane. Le 27 juin, Valpovo est conquise par les Ottomans. Siklós se rend le 10 juillet. Le 10 août, c'est au tour d'Esztergom de tomber après deux semaines de siège, suivie de Székesfehérvár début septembre après la reddition de sa garnison. Cette ville étant le lieu de couronnement historique des rois de Hongrie, c'est une victoire symbolique majeure qui légitime Jean II dans sa revendication du trône. Le gouverneur ottoman de Buda pu par ailleurs agrandir significativement le territoire sous son contrôle.
Par la suite, il n'y eut pratiquement plus d'actions offensives de la part de Ferdinand et l'aide de l'Empire se limita au domaine défensif. Les Habsbourg étant à bout de souffle et les Ottomans préoccupés par leur guerre contre les Perses, une trêve provisoire d'un an fut signée en 1545. Puis en 1547, une nouvelle trêve fut conclue pour une durée de cinq ans. Le traité limita la zone d'influence de Ferdinand à l'ouest de la Hongrie, et il dut accepter de payer un tribut de 30.000 ducats par an aux Ottomans.  

### Campagne ottomane de 1551-1552
La Hongrie des années 1550 est ainsi divisée entre les Habsbourg, les Ottomans et les Zapolya. Giorgio Martinuzzi, le régent de la principauté de Transylvanie, commença à réfléchir à des solutions pour unir à partie orientale du royaume à celle contrôlée par les Habsbourg. En 1549, face à des tensions militaires avec les Ottomans, il signa la convention de Nyírbátor avec l'archiduc Ferdinand, garantissant un soutien militaire impérial en échange de quoi il lui offrit le trône de Transylvanie. La reine Isabelle contesta ce traité qui excluait son fils du pouvoir, et demanda l'aide de Soliman. 

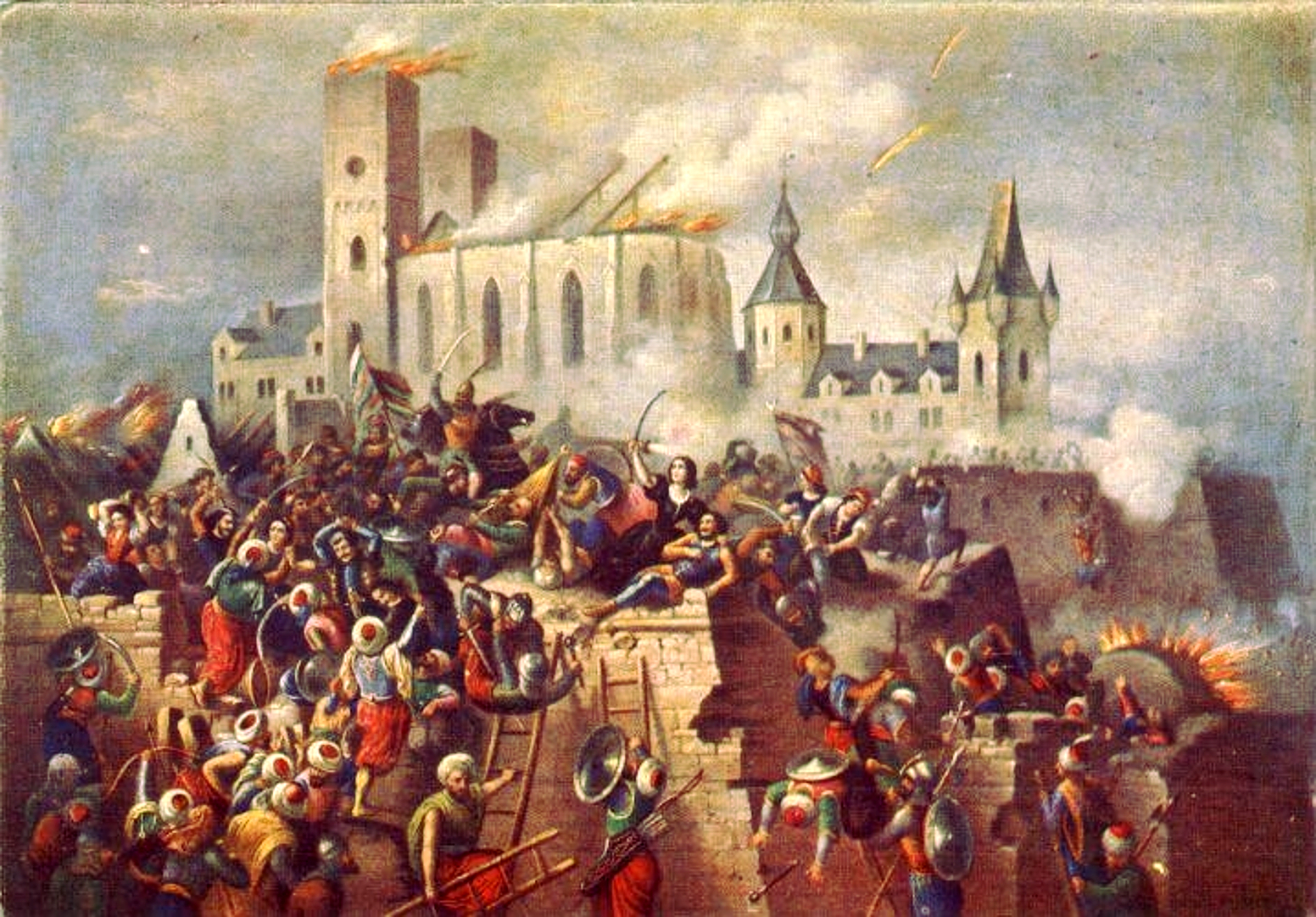
Siège d'Eger par les Ottomans en 1552.

Le sultan, qui ne souhaitait pas voir une Hongrie réunifiée dans les mains des Habsbourg, s'empressa d'intervenir alors que des troupes impériales entraient en Transylvanie. En 1551, il fit assiéger Temesvár et s'en empara un an plus tard. Lipova fut également conquise. En 1552, les forces habsbourgeoises dirigées par Erasmus von Teufel furent battues lors d'un engagement contre les troupes du gouverneur Hadım Ali Pasha près de Palást. Les Ottomans réussirent ensuite à s'emparer de Szolnok, et entreprirent d’assiéger Eger. A leur grande surprise, ils furent mis en échec par le baron István Dobó, qui, à la tête d'un peu plus de 2000 hommes, tint bon face à 40 000 Ottomans pendant 39 jours. Le prince électeur Maurice de Saxe, venu en renfort avec 11 000 hommes, dut rebrousser chemin lorsqu'une épidémie de peste se déclara dans le pays. Les Ottomans purent ainsi intégrer la région de Temesvár dans leur empire.

### Engagements de 1556 à 1562
Il s'ensuivit une période d'accalmie de quatre ans, dépourvue d'actions majeures. Ce n'est qu'en 1556 que les Ottomans reprirent les combats et attaquèrent Szigetvár, de nombreux raids ayant été menés depuis cette ville sur leur territoire. Ils échouèrent cependant à prendre la ville car une armée de secours arriva entre-temps. La menace semblait si grande que Ferdinand demanda l'aide de l'Empire, ce qui lui fut accordé. Les diètes d'Augsbourg de 1556/1557 et de 1559 décidèrent de lui accorder un soutien financier relativement important. Pourtant, même ces aides ne suffirent pas à protéger durablement les possessions hongroises. En 1562, Ferdinand Ier conclut une trêve avec le sultan. Il dut accepter quelques pertes territoriales sans que rien ne change dans les rapports de force fondamentaux, mais les tributs annuels versés au sultan furent augmentés à 30 000 florins.

### Campagne de Szigetvár

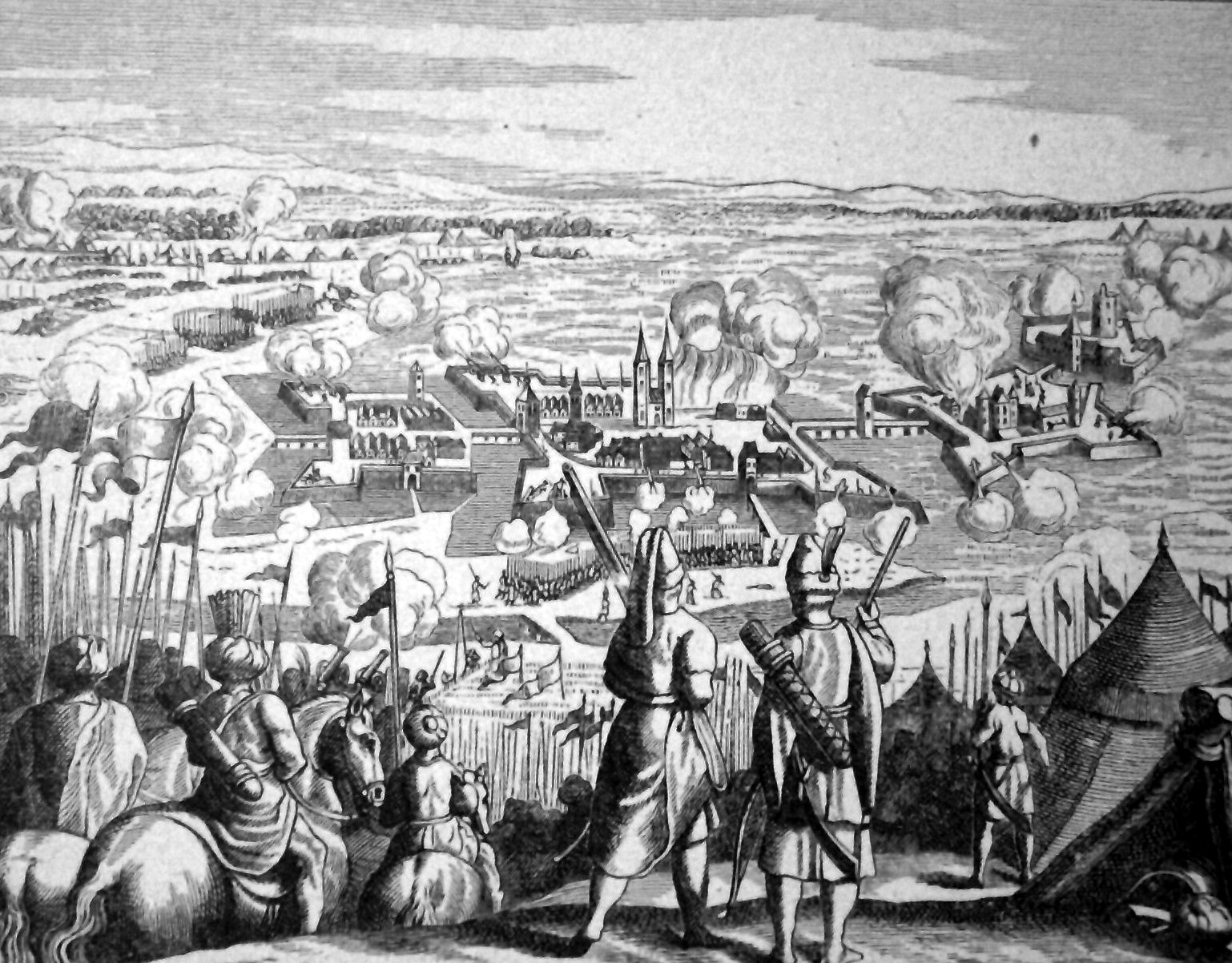
Siège du château de Szigetvár par l'armée ottomane.

Le tracé de la frontière avec la Transylvanie resta incertain et de nombreux combats mineurs eurent lieu. En 1564, Jean II de Hongrie, voulut profiter de la mort de Ferdinand pour améliorer sa position face aux Habsbourg. Il réussit initialement à obtenir des succès militaires, mais le nouvel empereur Maximilien II envoya une armée sous les ordres de Lazare de Schwendi qui pénétra profondément en Transylvanie. Cela provoqua l'intervention des Ottomans en tant que puissance protectrice de la principauté.
Le sultan Soliman, désormais âgé, voulut passer une nouvelle fois à l'offensive et planifia, entre autres, une nouvelle attaque contre Vienne. Une fois de plus, la menace semblait si grande que la Diète impériale d'Augsbourg accorda des financements pour payer 8 000 cavaliers et 40 000 fantassins. Mais en fin de compte, seule une armée impériale de 40 000 hommes pu être constituée. Les Ottomans opérèrent à partir de Temesvár et dévastèrent le territoire adverse. Les villages furent incendiés et les habitants tués ou réduits en esclavage. La ville de Gyula tomba aux mains des Turcs après 63 jours de siège. Le gouverneur de Buda commença également à mener des expéditions au-delà du Danube. Les troupes habsbourgeoises quant à elles réussirent à s'emparer de la ville de Veszprém et du château de Tata. 
Le sultan quitta Constantinople avec l'armée principale le 1er mai 1566 et arriva à Belgrade en juin. Alors qu'il se dirigeait vers Eger, il dut rebrousser chemin pour s'occuper du ban Miklós Zrínyi qui lançait des raids contre ses troupes depuis la ville de Szigetvár. Le 5 août, c'est le début du siège de Szigetvár. Les Ottomans enchaînèrent des assauts meurtriers pendant plus d'un mois et contraignirent finalement les défenseurs à se retrancher dans le château. Soliman décéda alors abruptement le 6 septembre, affaibli par le long voyage depuis Constantinople. Le lendemain, le grand vizir Sokollu Mehmet Pacha ordonna un dernier assaut qui vint finalement à bout des défenses de la forteresse. Après s'être emparé de la ville, il sonna la retraite de l'armée ottomane. Les troupes impériales quant à elles étaient restées en retrait pendant l'intégralité du siège. 

## Paix d'Andrinople

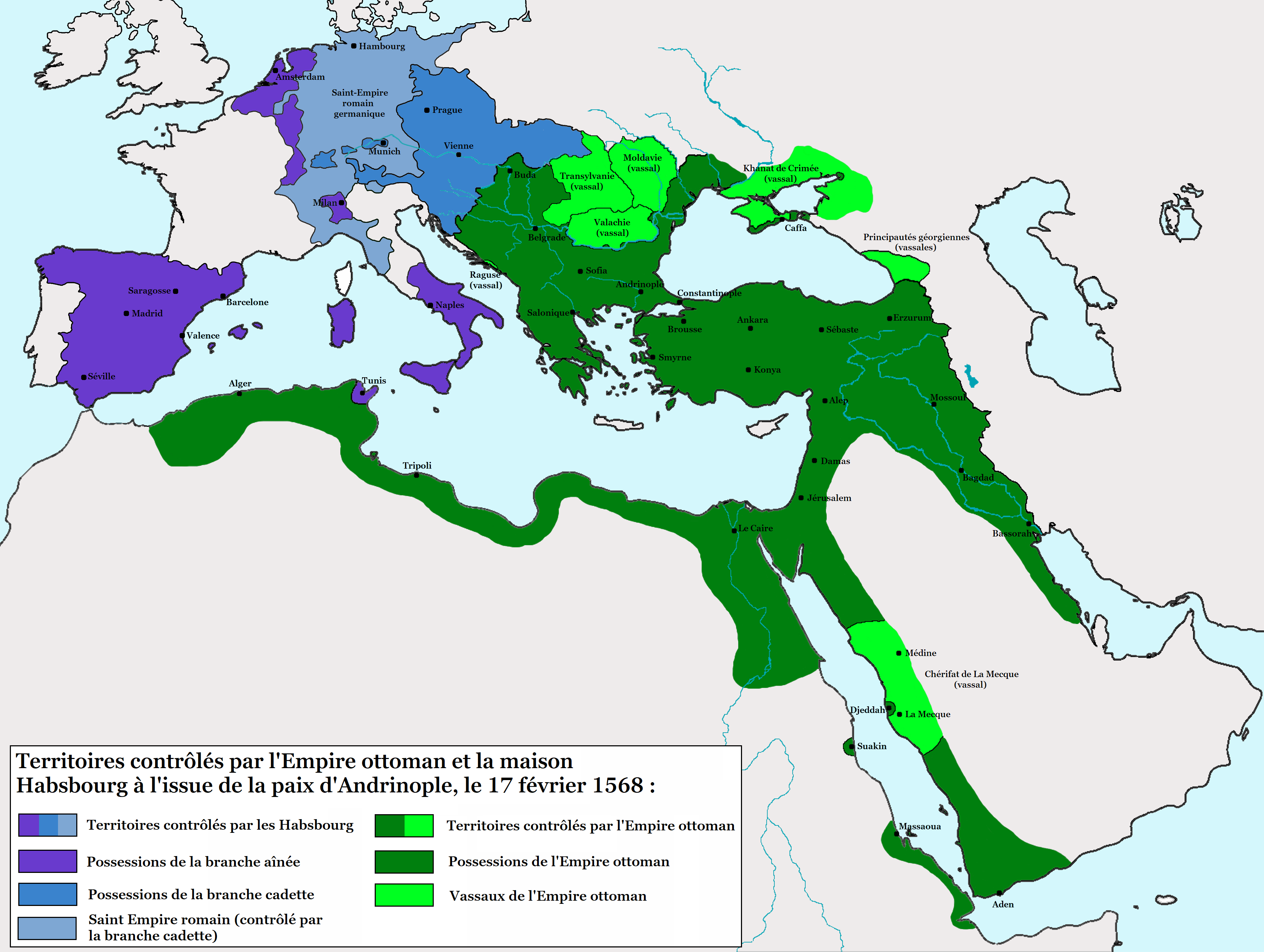
La monarchie des Habsbourg et l'Empire ottoman après la paix d'Andrinople

En juin 1567, l'empereur Maximilien II envoya une délégation à Constantinople pour mettre un terme au conflit. Antun Vrančić, l'évêque de Pécs chargé des négociations s'entretint avec le grand vizir Sokollu Mehmet pendant plus de cinq mois.    
La paix fut finalement signée à Andrinople le 17 février 1568 pour une durée de huit ans renouvelables. À cette occasion, l'empereur dû reconnaître les possessions ottomanes en Hongrie et payer un tribut de 30 000 florins . Les frontières ainsi que les zones de taxation des deux empires furent tracées avec précision et un arrêt général des combats fut décrété. Le statut de la Transylvanie comme principauté autonome et tributaire de l'Empire ottoman fut aussi formalisé.      
Le traité sera prolongé à plusieurs reprises et, malgré les quelques raids et pillages qui eurent lieu sporadiquement, il n'y eut plus de conflit majeur entre les deux puissances jusqu'au début de la Longue Guerre en 1593.    
La fin des hostilités avec Jean II de Hongrie sera quant à elle formalisée au traité de Spire, le 16 août 1570. Jean y abandonne alors définitivement le titre de roi de Hongrie au profit de celui de prince de Transylvanie.    

## Évolutions militaires

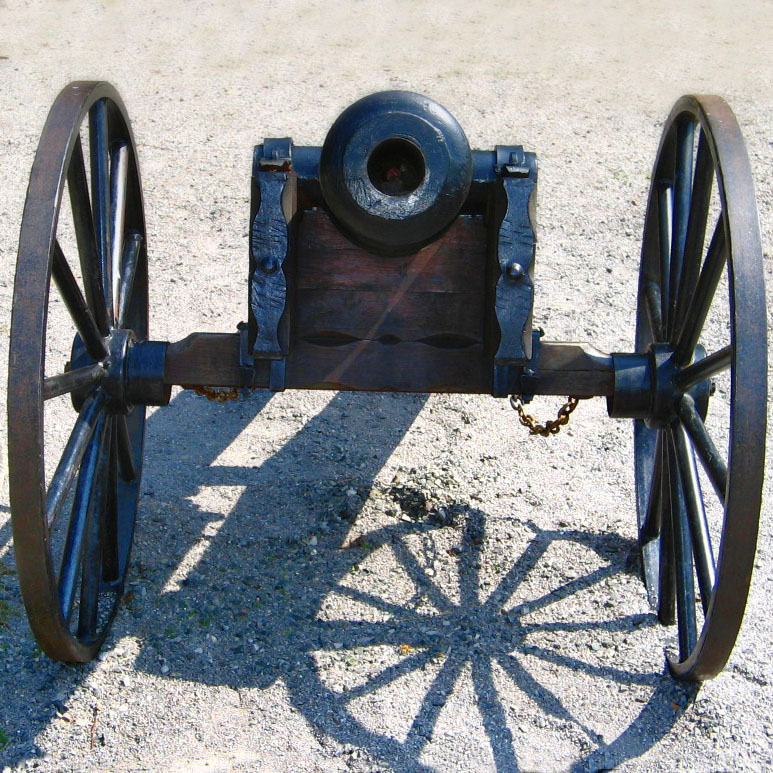
Canon de campagne hongrois du XVIe siècle.

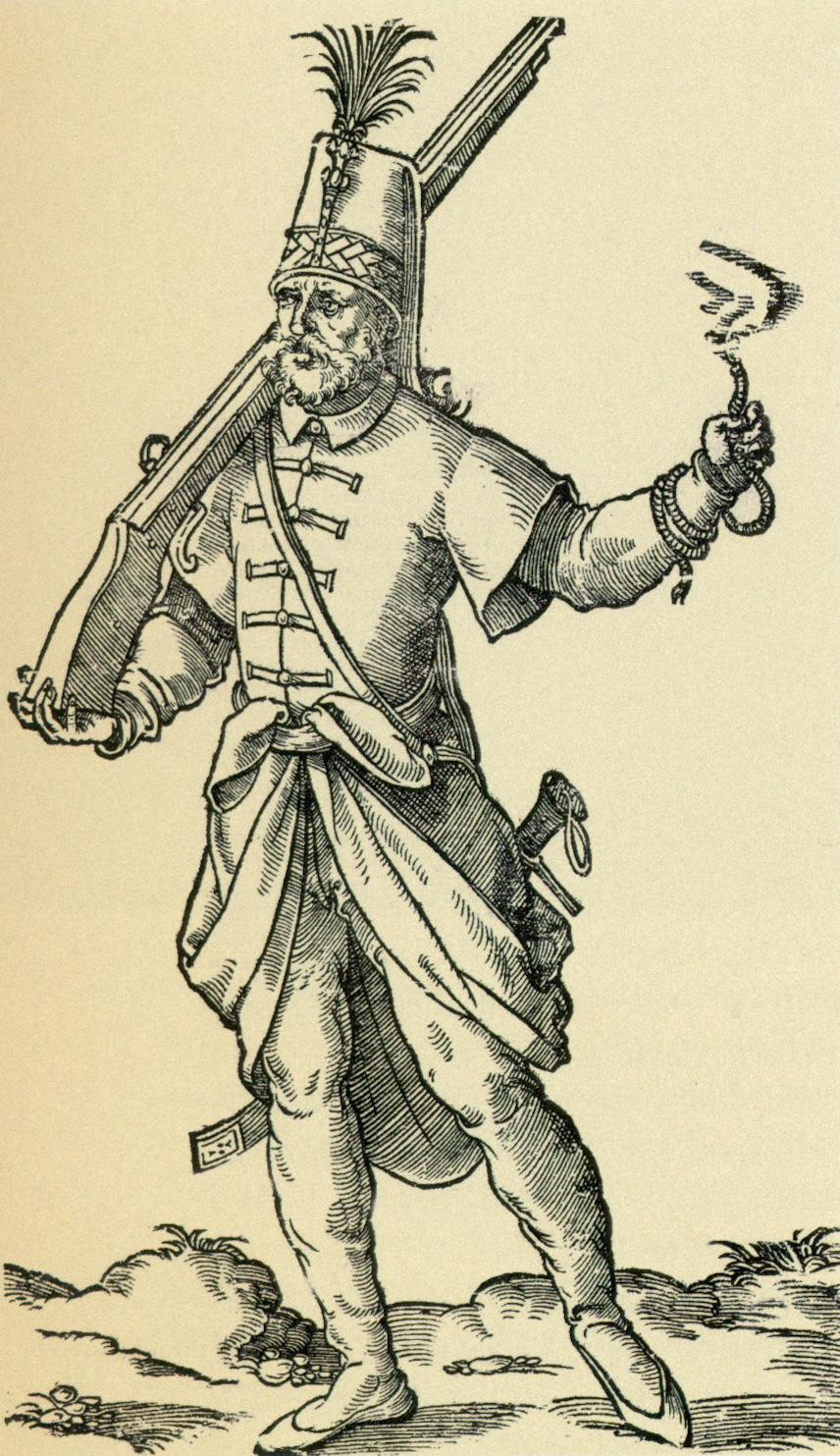
Janissaire ottoman avec une arquebuse à mèche

L'Europe de l'époque moderne est le théâtre de changements radicaux dans les technologies et les stratégies militaires. Cette guerre voit donc une modernisation rapide des armées des deux camps, caractérisée par trois évolutions majeures :
- Agrandissement et professionnalisation des armées. L'Empire ottoman commence dès les années 1530 à agrandir son armée et à augmenter la proportion de troupes salariées. Du début jusqu'à la fin de la guerre, le nombre de kapikoulous passe d'environ 16 000 à 27 000 hommes et le nombre de janissaires augmente aussi significativement tout au long du conflit[73]. Les Habsbourg quant à eux alignaient environ 100 000 hommes dès les années 1530[74] et eurent de plus en plus recours à des combattants de métier. Les haïdouks, recrutés comme mercenaires parmi les populations de réfugiés hongrois, formaient une part non négligeable de l'armée habsbourgeoise. S'ajoutaient à eux nombre de mercenaires allemands, dont beaucoup de lansquenets, recrutés dans tout le Saint-Empire[75].

- Expansion de l'emploi des armes à feu. Les Ottomans ont fait preuve au cours du XVIe siècle d'une grande capacité d'adaptation et ont su intégrer les technologies des armes à feu dans leur structure militaire. Les troupes d'élite étaient généralement bien équipés : plus de la moitié des janissaires qui prirent part aux campagnes des années 1520 et 1530 étaient munis d'armes à feu portatives[76]. Le nombre d'artilleurs ottomans doubla pendant la guerre, dénotant une utilisation accrue de canons, notamment de l'artillerie de campagne. Côté Habsbourg, la cavalerie lourde disparait progressivement des champs de batailles hongrois, remplacés par de la cavalerie légère. Les armes à feu, tels que l'arquebuse et le mousquet se démocratisent tout au long de la guerre, bien que l'on continuât de se battre principalement à la lance et à l'épée[77].

- Amélioration des systèmes défensifs. La Hongrie ne tarda pas à être introduite aux nouvelles doctrines d'architecture défensive : la fortification bastionnée. Les place-fortes furent peu à peu rebâties selon des plans en étoile, dotées de bastions et devinrent plus à même de résister à l'artillerie moderne. L'implémentation de ces innovations représenta un coût financier et logistique conséquent.

Les réformes se poursuivront après la guerre et jusqu'à la fin du XVIe siècle. Au début de la Longue Guerre, les trois quarts des effectifs de l'armée habsbourgeoise maniait principalement des armes à feu, contre seulement 50 % par exemple dans les Pays-Bas de l'époque.

## Fortification des frontières
Au début du XVIe siècle, la défense du royaume de Hongrie contre les Turcs était assurée par un coûteux réseau de forteresses s’étendant du bas Danube jusqu'à l'Adriatique, longeant la frontière sud. Après la fin de la guerre hongro-ottomane en 1526, les Habsbourg eurent à repenser intégralement ce système défensif qui s'était avéré inefficace. Les fortifications existantes étaient alors pour la plupart obsolètes et incapables de résister à l'artillerie ottomane. Vienne, qui redoutait alors d'affronter les Ottomans à découvert et voulait se protéger de leurs incursions, ordonna la remise en état du dispositif défensif.  

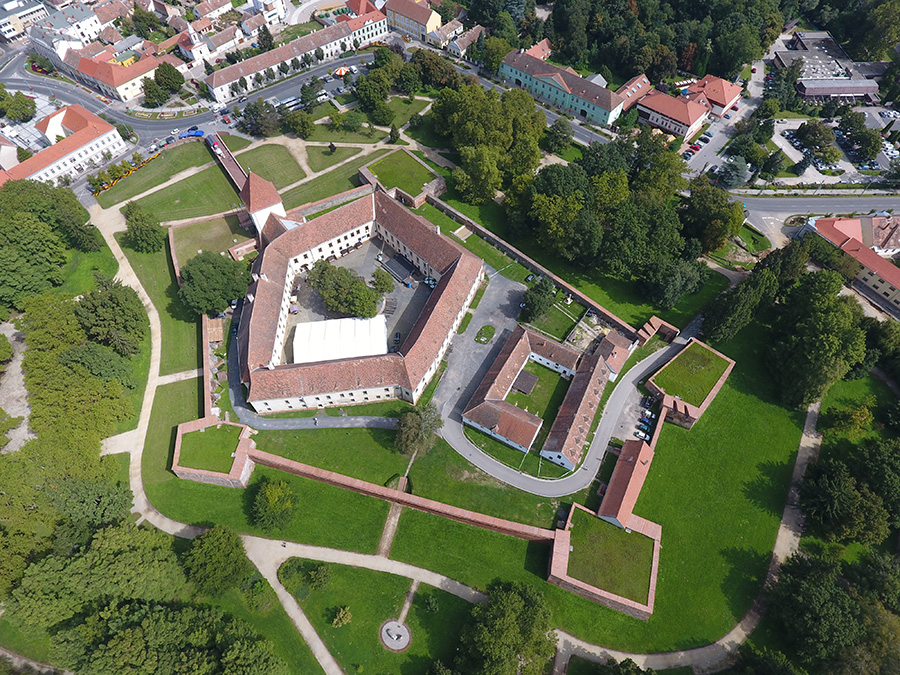
Château de Sárvár. Les fortifications bastionnées furent ajoutées dans les années 1550 dans le cadre des politiques de modernisation.

Les efforts accélérèrent en 1541 après que la ville de Buda fut prise par Soliman. Désormais privé du contrôle du Danube, Ferdinand s'empressa de construire une nouvelle ligne s'appuyant cette fois sur le massif transdanubien, seule frontière naturelle restante face aux Ottomans. Les églises et manoirs locaux servirent souvent de fortifications improvisées, renforcées par des palissades en bois et des ouvrages en terre. Les forteresses existantes furent modernisées et de nouvelles furent construites, sous la supervision d'architectes italiens venus implémenter les nouvelles doctrines de fortifications en Hongrie. Le tracé à l'italienne, qui avait fait ses preuves en Italie, devint la norme sur la frontière et remplaça peu à peu le réseau castral médiéval hongrois.  
En 1556, la nouvelle ligne de défense des Habsbourg s'étendait sur plus de 1000 kilomètres, de l'Est du pays jusqu'à l'Adriatique, et comportait environ 80 édifices défensifs gardés par une garnison permanente de 14 000 hommes. Représentant un considérable effort financier, il fallut mettre à contribution l'intégralité des possessions de Ferdinand, de la Bohème jusqu'au Saint-Empire. Vers la fin de la guerre, le coût annuel du dispositif s'élevait à environ 2 millions de florins, réparti entre les salaires, le ravitaillement des garnisons et l'entretien des défenses. Le coût matériel était aussi conséquent : des années 1540 à la fin de la guerre, plus de 6000 arbres étaient abattus chaque année pour développer et entretenir la ligne de défense Habsbourg, ce qui pesa grandement sur les ressources forestières du pays.   
Les Ottomans pour leur part ne furent pas en reste, mais eurent à fournir moins d'efforts que les Habsbourg pour fortifier leur côté de la frontière. En effet, ils purent s'appuyer sur l'ancien réseau de forteresses du sud du pays, désormais sous leur contrôle, et le convertir en défense contre les Habsbourg. Le Danube, la Drave et la Save leur donnaient aussi des défenses naturelles sur lesquelles s'appuyer. Avec les nombreux châteaux qui tombèrent sous leur contrôle après la campagne de 1552, ils eurent un réseau compact et contigu de fortifications à opposer aux troupes habsbourgeoises, quoique également extrêmement coûteux à entretenir.

## Conséquences de la guerre
La guerre posa les fondations géopolitiques d'un siècle et demi d'affrontements entre Habsbourg et Ottomans en Europe centrale. La Hongrie cessa d’exister en tant qu'état souverain et indépendant et devint le théâtre principal des rivalités entre les deux puissances.

### Répercussions en Hongrie
- Hongrie ottomane

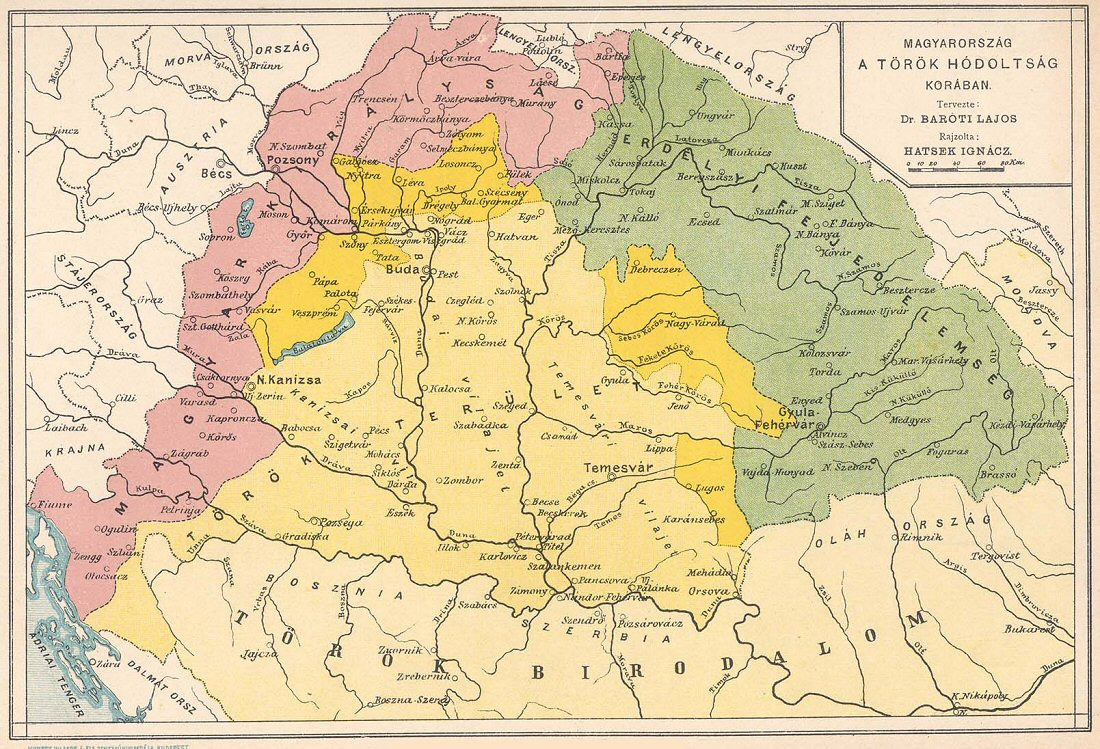
La Hongrie à la fin du XVIe siècle :
— Acquisitions ultérieures à la paix d'Andrinople
— Principauté de Transylvanie
— Hongrie royale (sous domination Habsbourg)

La guerre consacre donc la division de la Hongrie en trois entités : 
- L'Ouest qui reconnait la souveraineté des Habsbourg. Il est constitué de l'actuelle Slovaquie, le Burgenland, la Transdanubie occidentale , l'ouest de la Croatie et le Nord-Ouest de la Hongrie moderne.
- L'Est, composé de la Transylvanie et du Partium formant ce qui deviendra progressivement une principauté vassale de l'Empire ottoman.
- Le Sud et le centre qui passent sous directe domination ottomane et deviennent un pachalik de l'empire.

Cette configuration restera pratiquement inchangée pour les 150 prochaines années.
Les conséquences sociales et économiques du conflit furent désastreuses pour un pays qui constitua le théâtre de quarante-deux ans de campagnes turques, habsbourgeoises et de guerre civile. Les raids et les pillages firent des dégâts considérables aux chaînes de productions et contribuèrent à vider les centres démographiques via le massacre et le déplacement des populations civiles. Les politiques d'enlèvements de masse se généralisèrent pendant la guerre et furent pratiqué par les deux camps. Le rançonnage et la vente en esclavage des captifs devint l'une des activités les plus rentables dans le chaos du conflit. Ainsi, la Hongrie accusa des pertes humaines catastrophiques, des territoires comme le comitat de Valkó perdant plus de 80 % de sa population d'origine entre 1526 et 1550 du fait des exactions.  
D'un point de vue démographique, la composition ethnique du territoire changea significativement pendant le conflit. Les régions périphériques, vidées de leur population hongroise, furent repeuplées par des Slaves méridionaux, des Slovaques, des Roumains et divers populations musulmanes, eux-mêmes réfugiés de guerre. Le territoire de l'ancien royaume de Hongrie, qui était peuplé à 80 % de Hongrois au début du siècle, n'en comportait plus que 60 % à la fin de la guerre.   
La composition religieuse fut aussi affectée par la division du pays. L'occupation ottomane protégea les populations protestantes de la Contre-Réforme qui faisait alors rage en territoire Habsbourg, si bien qu'à la fin du siècle, près de 90 % des habitants de la Hongrie Ottomane étaient protestants. L'Islam, qui fut prêché relativement pacifiquement, s’implanta peu en Hongrie.     
Le morcellement du royaume isola l'Est du pays, en particulier la Transylvanie, de ses partenaires commerciaux traditionnels et aggrava le déclin économique de la région. Néanmoins, cela n'empêcha pas l'Ouest de prospérer sous l'égide Habsbourg, en tant que fournisseur de denrées alimentaires dans une Europe Centrale en plein bond démographique. La Hongrie Royale parvint aussi à se maintenir dans l'espace culturel et religieux européen, alors traversé par l'Humanisme et la Réforme protestante.    

### Répercussions dans l'Empire ottoman
A la fin de la guerre, l'Empire ottoman atteignit une superficie de 5 200 000 km2. Sa population augmenta de 13 millions d'habitants à plus de 20 millions au cours du conflit grâce aux conquêtes et à l'expansion démographique de l'empire. S'il parvint à s'emparer directement d'une grande partie de la Hongrie (120 000 km2, soit 40 % du pays), il échoua cependant de manière répétée à prendre Vienne, ce qui l'empêcha de gagner une victoire décisive contre les Habsbourg. Ainsi, aucune des victoires remportées par les Ottomans n'eut un impact suffisant pour sécuriser et légitimer totalement leurs nouvelles conquêtes. De plus, la mort de Soliman le Magnifique au siège de Szigetvár signa la fin de l'âge d'or de l'Empire ottoman qui entra dans une phase de stagnation puis de déclin. Les politiques de financement de la guerre avaient entraîné la généralisation de pratiques de corruption dans l'empire, ce qui contribua grandement à la détérioration de la situation.
En outre, la guerre amena les Ottomans à délaisser d'autres théâtres stratégiquement importants. Ils furent certes capables d'affronter simultanément les Habsbourg, les Safavides et les Vénitiens, comme le montrent leurs victoires à la guerre turco-persane (1532-1555) et à la guerre vénéto-ottomane (1537-1540). Ils ne purent néanmoins préserver en même temps leur influence au Nord de la mer Noire face aux avancées du tsarat de Russie. Ainsi, en octobre 1552 Ivan le Terrible s'empara de la capitale du khanat de Kazan, privant la Porte de l'accès aux routes commerciales vers l'Asie Centrale, et amorçant plus de trois siècles de rivalité.  
D'un point de vue diplomatique, la guerre permet aux Ottomans de s'affirmer comme le plus grand adversaire des Habsbourg, et donc de se rapprocher de leurs ennemis traditionnels : la France et les puissances protestantes. Ainsi, une alliance entre la France et l'Empire ottoman fut établie en en 1536 et permit la coordination de leurs efforts contre les Habsbourg. Une alliance similaire avait été signée avec la Pologne trois ans auparavant. Ce rapprochement avec des puissances catholiques permit aux Ottomans de légitimer leurs nouvelles conquêtes et d'éviter l'émergence d'une coalition chrétienne contre eux.  

### Répercussions dans l'empire des Habsbourg
De leur côté, les Habsbourg parvinrent à s'emparer d'environ un tiers de la superficie de la Hongrie. Si ce fut une maigre prise au vu des efforts déployés pendant la guerre, cette région était une des plus riches de l'empire et fut la principale source de revenu de Ferdinand Ier.  
La guerre contribua considérablement au développement de l'appareil financier, militaire et administratif de l'empire des Habsbourg. Vienne parvint en effet à imposer une politique de centralisation dans son empire au nom de l'effort de guerre. Plusieurs trésoreries et administrations furent créées par Ferdinand pour améliorer les recettes fiscales des territoires occupés, et un conseil spécial des affaires militaires, le Hofkriegsrat, fut instaurée en 1556 pour superviser l'organisation des opérations militaires. Au cours du conflit, les Habsbourg s'accaparèrent de nombreux domaines et châteaux des mains du clergé et de l'aristocratie hongroises avant de les moderniser aux standards de l'époque. Leurs politiques de modernisation militaire aboutirent à l'utilisation croissante des armes à feu sur le théâtre hongrois, et à un perfectionnement de l'arsenal tout au long du conflit.   

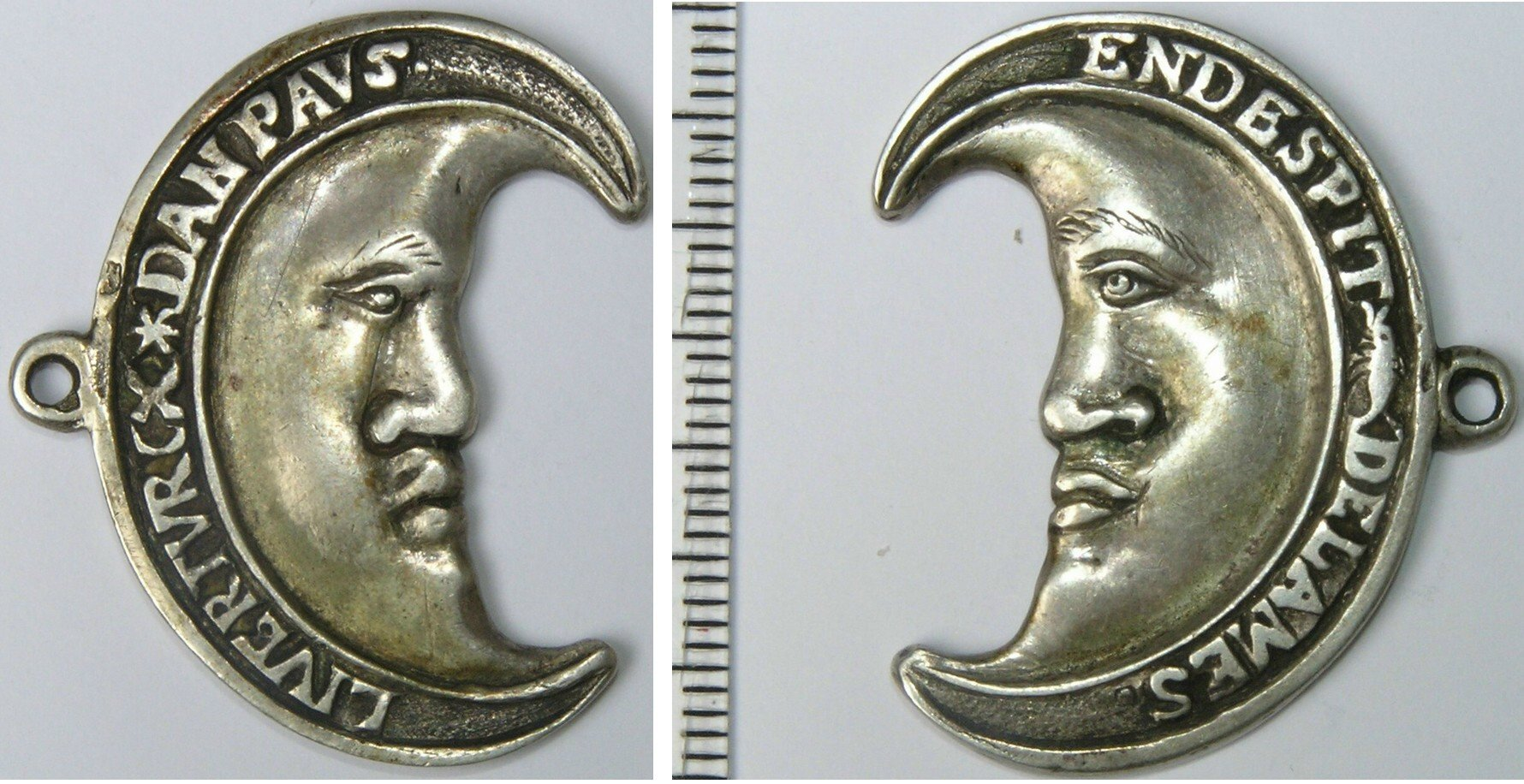
Médaille néerlandaise avec le slogan "Liver turcx dan paus" (« Plutôt les Turcs que les papistes »), caractéristique du rapprochement entre les Protestants et les Ottomans pendant le XVIe siècle.

Cependant, à l'instar des Ottomans, le conflit obligea les Habsbourg à délaisser d'autres théâtres. Ils furent notamment grandement incapacités dans leur lutte contre la Réforme par l'avancée des Ottomans en Hongrie. Les paix successives de Nuremberg, de Passau et d'Augsbourg les forcèrent à faire des concessions aux Protestants en échange de l'arrêt des combats et de leur aide contre les Turcs. La mobilisation des effectifs et des ressources militaires en Hongrie et en Méditerranée aida indirectement les Dix-Sept Provinces dans leur lutte contre Madrid et Vienne, la fin de la guerre austro-turque coïncidant au début de la révolte des Pays-Bas.  
Ainsi, l'incapacité des Habsbourg à unir la chrétienté face à la menace ottomane contribua à mettre un terme au rêve de monarchie universelle de Charles Quint. Son abdication en 1556 partagera la maison Habsbourg et ses domaines en deux branches distinctes.